# Liste des îles Vesterålen

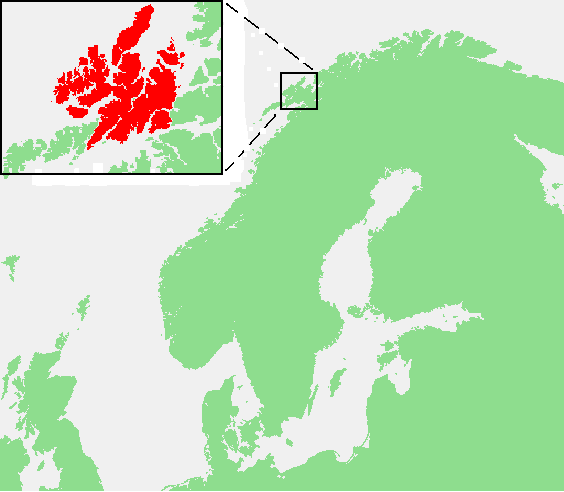
Vesterålen

Cet article recense les îles de l’archipel des Vesterålen.

## Généralités
Les îles Vesterålen forment un archipel de la côte norvégienne, immédiatement au nord de l'archipel des Lofoten et appartenant au comté de Nordland. Il comprend plusieurs centaines d'îles et d’îlots qui couvrent 2 510 km2.

## Liste par municipalité

### Andøy
- Andøya
- Bleiksøya
- Hinnøya

### Bø
- Gaukværøya
- Litløya

### Hadsel
- Børøya
- Brakøya
- Brottøya
- Hadseløya
- Hinnøya
- Holdøya
- Siløya
- Ulvøya

### Øksnes
- Anden
- Dyrøya
- Gisløya
- Langøya
- Meløya (Øksnes)
- Nærøya
- Sunderøya
- Skogsøya
- Tindsøya